# ریائو
ریائو (اندونزیایی: Riau) یکی از استان‌های اندونزی است.

## جغرافیا
این استان در بخش مرکزی جزیرهٔ سوماترا و در امتداد تنگهٔ مالاکا واقع شده‌است.
پکانبارو پایتخت و بزرگ‌ترین شهر ریائو است. دومای، باگانسیاپیاپی، بنگکالیس، بانگکینانگ، رنگات و سیاک‌سری ایندروپورا، دیگر شهرهای بزرگ این استان هستند.

## اقتصاد
امروزه ریائو یکی از ثروتمندترین استان‌های اندونزی است. این استان به‌جهت بهره‌مندی از منابع طبیعی متعدد نظیر نفت خام، گاز طبیعی، کائوچو، روغن نخل و مزارع متعدد، پیش‌رفت بسیاری نموده‌است.

## جمعیت
جمعیت ریائو براساس سرشماری سال ۲۰۰۰ که جزایر ریائو را هم شامل می‌شد، در سال ۲۰۰۷ بالغ بر ۵٬۰۷۰٬۹۵۲ نفر برآورد شده‌است. این رقم در سال ۲۰۱۰ به ۶٬۳۰۲٬۷۸۶ نفر افزایش یافته‌است. جزایر ریائو تا سال ۲۰۰۴ بخشی از استان ریائو به‌شمار می‌رفت که در این سال، این منطقه مستقل شده و استان جدیدی را تشکیل داد.

## مردم
مالایی‌ها با ۳۸ درصد، جاوه‌ای‌ها با ۲۵ درصد، مینانگکابوها با ۱۱ درصد، باتاک‌ها با ۷ درصد، بانجاری‌ها با ۴ درصد، چینی‌ها با ۴ درصد و بوگینی‌ها با ۲ درصد، از جملهٔ گروه‌های قومی ساکن در ریائو به‌شمار می‌روند. زبان‌های مالایی، اندونزیایی و مینانگکابویی از مهم‌ترین زبان‌های رایج در این استان محسوب می‌شوند

## مذهب
مسلمانان ۸۸ درصد، بودایی‌ها ۶ درصد، کاتولیک‌ها ۵ درصد، پروتستان‌ها ۱ درصد و هندوها ۰٫۲ درصد از ساکنان ریائو  را شامل می‌شوند.